# Liber (god)

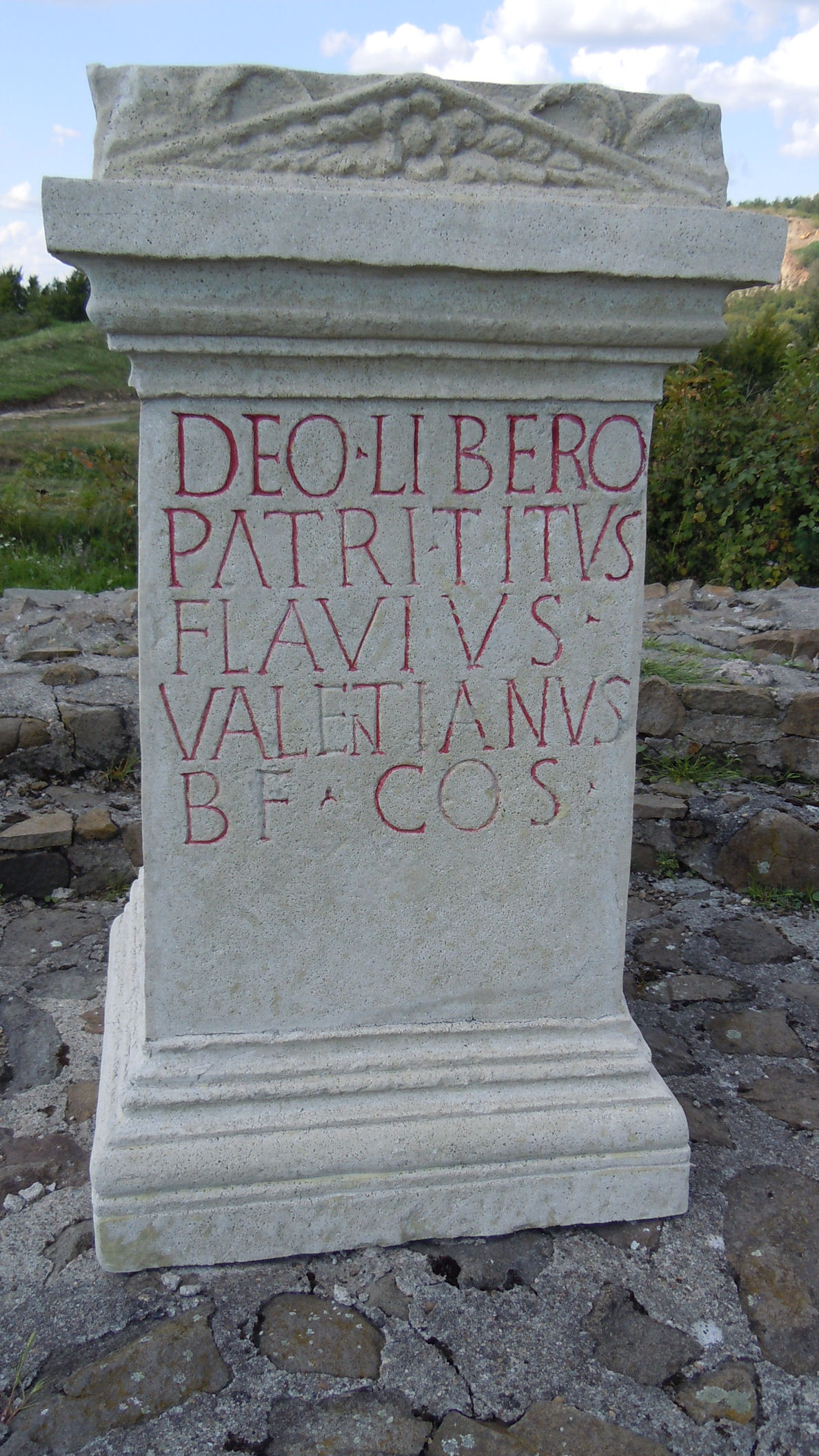
Replica van een inscriptie gevonden bij de tempel van Liber Pater in Porolissum

Liber, ook wel Liber Pater genoemd, vormde samen met Libera een oud Romeins godenpaar dat gespecialiseerd was in de bescherming van de oogst. Samen met Ceres vormden ze een plebejische godentrias. De tempel, gebouwd in Etruskische stijl, maar Grieks geornamenteerd, stond tussen het Circus Maximus en de Aventijn als tegenhanger van de Capitolijns godentrias Jupiter-Juno-Minerva.
Al vroeg werd Liber vereenzelvigd met de Griekse Dionysos en aldus beschouwd als wijn- en mysteriegod. Omdat Libera later naast Persephone (bijnaam kore) ook geïdentificeerd zou worden met Ariadne, een Minoïsche vegetatiegodin, dochter van Minos, vriendin van Theseus en ook de echtgenote van Dionysos. Deze identificatie werd doorgetrokken naar Liber en Libera, zodat deze twee ook als een echtpaar werden beschouwd.
Hun feest, de Liberalia, werd op 17 maart te Rome zeer uitbundig gevierd. Vrouwen met klimop omkranst verkochten een soort honingkoeken (liba) in de straten van Rome. De verkochte koek werd dan op een draagbaar kacheltje aan Liber en Libera geofferd. Op deze dag kregen de jongemannen ook hun toga virilis.

## Voetnoten
1. ↑  Een godenpaar is een paar bestaande uit een god en een godin die hetzelfde patroneren, als mannelijke en vrouwelijke tegenhanger van elkaar. Het is niet zeker of Liber en Libera ook in oorsprong een godenpaar waren.
2. ↑  Deze godentrias werd al lang vereerd in Zuid-Italië, Sicilië (Magna Graecia) en Etrurië. In 493 v.Chr. werd voor hen een tempel opgericht tussen het Circus Maximus en de Aventijn.